# Mariela Castro
Mariela Castro Espín (Havana, Cuba, 27 juli 1962) is een Cubaanse politica en seksuologe. Zij heeft zich gespecialiseerd in de studies pedagogiek en psychologie aan het Hoger Instituut voor Pedagogische Wetenschappen "Enrique José Varona" in Havana. Ze is de directrice van het Nationaal Centrum voor Seksuele Voorlichting van Cuba (CENESEX) en van het tijdschrift Sexología y Sociedad, in Havana.

## Biografie

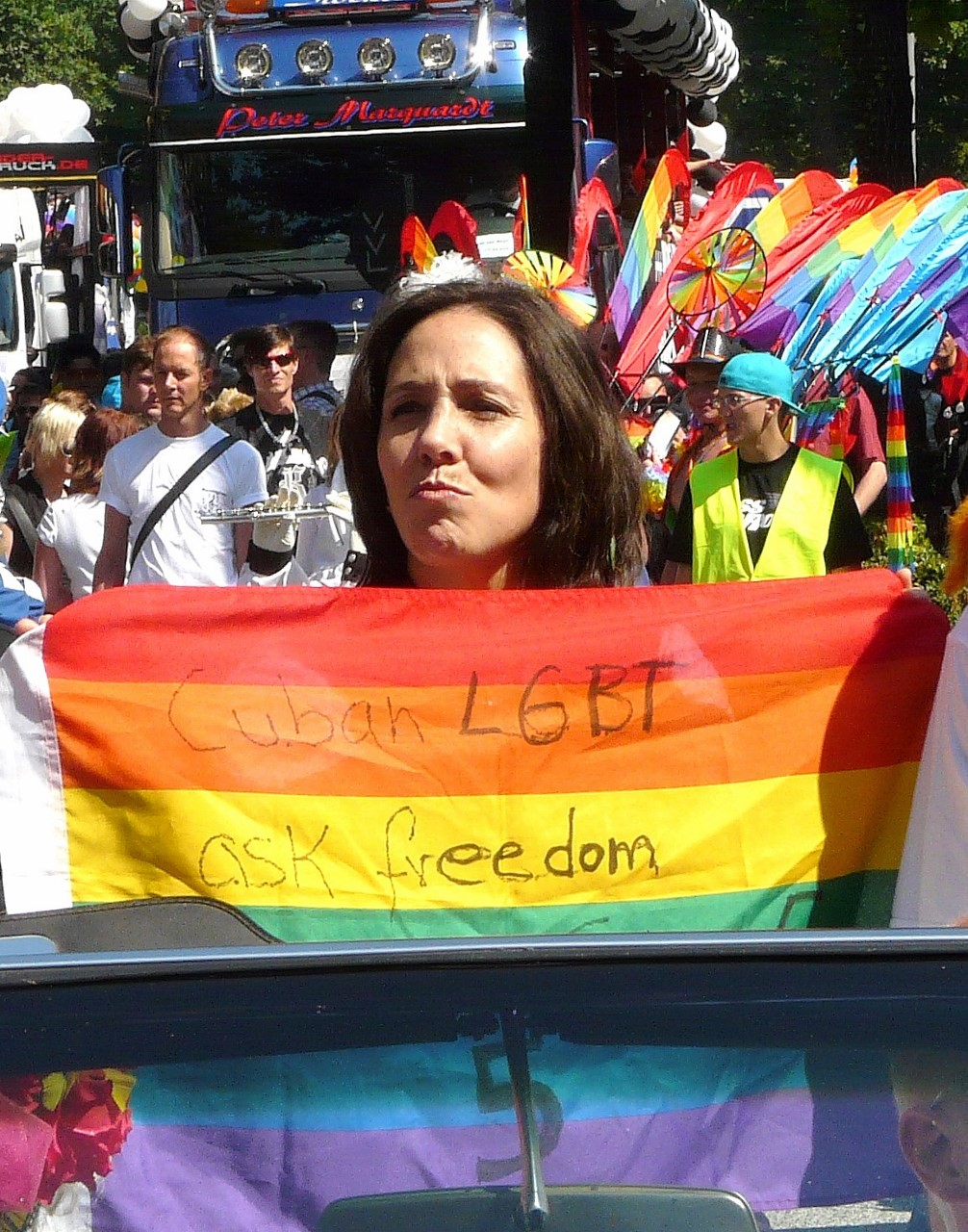
Mariela Castro bij de pride van Hamburg

Mariela Castro is de dochter van Vilma Espín Guillois, destijds de president van de Federatie van Cubaanse vrouwen, en de Cubaanse president Raúl Castro. Zij heeft een broer, Alejandro Castro, die persoonlijk assistent van het staatshoofd was.
In februari 2013 werd Mariela Castro gekozen als congreslid van de Nationale Vergadering van de Volksmacht in Cuba.
Castro is activiste voor de rechten van homoseksuelen en lhbt-rechten in Cuba en is ook een promotor geweest van effectieve hiv-/aids-preventie. Zij heeft belangrijke projecten ontwikkeld om de bescherming en het respect van seksuele minderheden op het eiland te promoten en te verspreiden. Zij is een van de sleutelfiguren in het beleid dat door CENESEX is ontwikkeld om transseksuelen in de samenleving te beschermen en volledig te laten integreren. Ook heeft zij zich uitgesproken een voorstander te zijn voor vrouwen die abortus willen plegen.
Castro heeft in verschillende interviews haar volledige steun aan de Cubaanse regering tot uitdrukking gebracht, waarbij ze het feit dat ze publiekelijk aangaf dat het eenpartijstelsel het best bij Cuba past. Op 13 augustus 2013 werd ze uitgeroepen tot een illustere bezoeker van Montevideo, Uruguay.
In juli 2014 meldden verschillende media op basis van officiële informatie van de luchthaven Ouagadougou ten onrechte dat Mariela Castro aan boord was van vlucht 5017 van Air Algérie die in de Sahel-woestijn, ten noorden van Mali was neergestort. Het nieuws werd door Mariela Castro zelf ontkend in een interview na een paar minuten met Telesur.
Castro is getrouwd met de Italiaan Paolo Titolo, Algemeen Directeur van Amorim Negócios Internacionais, S.A. in Cuba, en heeft twee kinderen met hem. Ze heeft ook een dochter uit haar vorige huwelijk met de Chileen Juan Gutiérrez Fischmann, voormalig FPMR-lid.
- Bibliothèque nationale de France: cb16999057j (data)
- Gemeinsame Normdatei: 1154949958
- International Standard Name Identifier: 0000 0004 4766 7144
- Library of Congress Control Number: n2010002239
- Nationale Bibliotheek van Tsjechië: js20100909002
- Nederlandse Thesaurus van Auteursnamen: 39849410X
- Système universitaire de documentation: 184618371
- Virtual International Authority File: 315256555